# Huaribamba (distrito)
Huaribamba é um distrito do Peru, departamento de Huancavelica, localizada na província de Tayacaja.

## Transporte
O distrito de Huaribamba é servido pela seguinte rodovia:
- HV-124, que liga a cidade de Pazos ao distrito de Daniel Hernández
- PE-3SD, que liga a cidade de San Miguel de Mayocc ao distrito de Ñahuimpuquio [1][2][3]